# Peng Jianfeng
Peng Jianfeng (chiń. 彭健烽; ur. 6 września 1994) – chiński skoczek do wody, dwukrotny medalista mistrzostw świata, złoty medalista igrzysk azjatyckich, dwukrotny złoty medalista letniej uniwersjady.

## Przebieg kariery
Startował przede wszystkim w pływackich zawodach Grand Prix. Pierwszy raz w karierze do nich przystąpił w 2011 roku, gdy w Rostocku m.in. zajął 3. pozycję w konkursie skoku synchronicznego z trampoliny 3 m. Rok później odniósł pierwsze zwycięstwo w zawodach Grand Prix, zwyciężając w konkursie skoku indywidualnego z trampoliny 3 m rozgrywanym w Madrycie.
W 2015 otrzymał dwa złote medale letniej uniwersjady w konkurencjach skoku z trampoliny 1 m oraz 3 m. Dwa lata później został mistrzem świata w skoku z trampoliny 1 m. W 2018 zdobył złoty medal igrzysk azjatyckich. Po raz ostatni w zawodach międzynarodowych wystąpił w ramach pływackich mistrzostw świata w Gwangju – tam zdobył brązowy medal w konkurencji skoku z trampoliny 1 m.
W 2023 zdobył w konkurencji skoku z trampoliny 1 m złoty medal światowego czempionatu oraz srebrny medal igrzysk azjatyckich.